# A Million in Prizes: The Anthology
A Million in Prizes: The Anthology är ett samlingsalbum med Iggy Pop från 2005.

## Låtlista
CD 1
1. "1969"
2. "No Fun"
3. "I Wanna Be Your Dog"
4. "Down on the Street"
5. "I Got a Right!"
6. "Gimme Some Skin"
7. "I'm Sick of You"
8. "Search and Destroy"
9. "Gimme Danger"
10. "Raw Power"
11. "Kill City"
12. "Nightclubbing"
13. "Funtime"
14. "China Girl"
15. "Sister Midnight"
16. "Tonight"
17. "Success"
18. "Lust for Life"
19. "The Passenger"

CD 2
1. "Some Weird Sin"
2. "I'm Bored"
3. "I Need More"
4. "Pleasure"
5. "Run Like a Villain"
6. "Cry for Love"
7. "Real Wild Child (Wild One)"
8. "Cold Metal"
9. "Home"
10. "Candy"
11. "Well Did You Evah!"
12. "Wild America"
13. "TV Eye [Live]"
14. "Loose [Live]"
15. "Look Away"
16. "Corruption"
17. "I Felt the Luxury"
18. "Mask"
19. "Skull Ring"